# Richard Oberle
Richard Oberle (* 1939 in Elsenfeld) ist ein deutscher Maschinenbauingenieur. Mit seinem italienischen Kollegen Fiorenzo Dioni hat er die sogenannte Gigapress, die größte Aluminium-Druckguss-Maschine der Welt (20 m Länge, 8 m Breite, 9 m hoch, 120 t schwer), entwickelt, mit der  zusammenhängende Unterbodenteile für Autos hergestellt werden können. Für diese Entwicklung wurden beide 2024 mit dem Europäischen Erfinderpreis ausgezeichnet. Voraussetzung war, dass dafür ein Europäisches Patent (Patentnummer: EP3554745B1) vergeben worden ist.

## Berufsweg
Oberle lernte zuerst Werkzeugmacher und wurde über den zweiten Bildungsweg Ingenieur. Zuerst arbeitete er zehn Jahre für die Firma Reis in der Nähe von Aschaffenburg, bevor er 1974 nach Brescia zu der italienisch-chinesischen Firma Idra wechselte. Ab 1979 verbrachte er weitere Berufsjahre bei dem Maschinenbauunternehmen Parker-Hannifin, bevor er 2016 als Berater wieder zu Idra zurückging.

## Werk
Bei Druckgussverfahren kann es ab einer gewissen Größe zu sogenannten Kavitationen (Blasenbildung in Flüssigkeiten) kommen. Ab 2000 arbeitete Oberle an einer Idee, wie man dieses Problem beim Einpressen der Flüssigkeit umgehen könnte. Trotz Renteneintritt im Jahr 2015 konnte 2019 der Prototyp der Gigapress fertiggestellt werden, 2022 ging die Maschine in Serie. Die Maschine soll den Energieaufwand und Schadstoffausstoß für eine Unterbodengruppe um etwa die Hälfte senken. Die Kostenersparnis beziffert der Maschinenbauer auf immerhin 40 Prozent.
Die Gigapress wurde als erstes von Elon Musk für die Tesla-Werke in den USA und in der Tesla Gigafactory Berlin-Brandenburg in Grünheide eingesetzt. Der schwedisch-chinesische Hersteller Volvo will die Presse ab Ende 2024 verwenden, ebenso die Autofirmen Toyota oder Hyundai. 

## Privates
Während seiner ersten Zeit bei Idra lebte Richard Oberle am Iseosee zwischen Brescia und Bergamo. Nach seiner Aussage half ihm die Arbeit über den plötzlichen Tod seiner ersten Frau 2011 hinweg. Er ist in zweiter Ehe verheiratet mit Carmen Maria Anhorn, Sopranistin an der Bayerischen Staatsoper und Gesangslehrerin. Richard Oberle lebt einen Teil des Jahres in Dießen am Ammersee, den anderen Teil in Brescia, wo er mit 72 Jahren als Berater von Idra wieder angeheuert hatte. Seine privaten Hobbys sind das Golfspiel und das Spielen der Trompete in der eigenen Bigband „Rio“.